# گوارامیریم
گوارامیریم (به پرتغالی: Guaramirim) یک منطقهٔ مسکونی در برزیل است که در سانتا کاتارینا واقع شده‌است. گوارامیریم ۴۵٬۷۹۷ نفر جمعیت دارد.